# Dermatit
Dermatit är en medicinsk term som syftar på varje form av inflammation i huden. De flesta dermatitiska sjukdomar har gemensamt att de ger upphov till någon form av eksem och kan vara en allergisk reaktion mot allergiframkallande ämnen, allergener.
Exempel på sjukdomar med hudinflammation, dermatit:
- Atopiskt eksem, även kallad för atopisk dermatit
- Kontakteksem, även kallad för kontaktdermatit
- Fotodermatit
- Exfoliativ dermatit
- Dermatitis herpetiformis
- Perioral dermatit
- Seborroisk dermatit, exempelvis mjölkskorv hos spädbarn
- Läkemedelsutslag
- Eksem
- Neurodermatit
- Intertrigo
- Stråldermatit
- Pellagra